# CA Alto Vale
CA Alto Vale was een voetbalclub uit de Braziliaanse stad Rio do Sul in de deelstaat Santa Catarina.

## Geschiedenis
De club werd opgericht in 1968 als Juventus AC en speelde vanaf 1969 in de hoogste klasse van het Campeonato Catarinense. Op 17 december 1979 veranderde de club de naam in Rio do Sul EC. In 1985 nam de club opnieuw de naam Juventus AC aan. Hierna werd de club ontbonden en in 1995 heropgericht als CA Alto Vale. Van 1997 tot 2003 speelde de club opnieuw in de hoogste klasse.